# Президентство Леонида Кучмы
Президентство Леонида Кучмы — правление второго президента Украины Леонида Кучмы. Единственный из украинских президентов, который был избран два срока. Впервые победил на выборах президента в 1994 году действующего президента Леонида Кравчука. Второй раз на выборах президента 1999 года Петра Симоненко. Его предшественник — Леонид Кравчук, а преемник — Виктор Ющенко.

## Выборы президента 1994
10 июля 1994 — Кучма был избран на должность Президента Украины.
В 1-м туре президентских выборов набрал 31,17 %, больше всего в Крыму — 82,6 %, меньше всего в Тернопольской, Ивано-Франковской и Львовской областях — 2,5—3,5 % голосов.
Во 2-м туре: 52,15 %, больше всего в Крыму и Севастополе — 89,7 и 91,5 %, меньше всего в Тернопольской, Ивано-Франковской и Львовской областях — 2,5-3,5 % голосов. Из шести соперников главным конкурентом на выборах стал в то время действующий президент Леонид Кравчук, набравший в первом туре 37,92 %, а во втором — 45,1 % голосов.
Кучма пришел к власти на пророссийских лозунгах, в частности обещал ввести в Украине двуязычие.

### Инаугурация
Инаугурация прошла 19 июля 1994 года. Во время присяги клал руку на Пересопницкое Евангелие. Предыдущий президент Кравчук пришёл символически передать власть своему преемнику.
Сама церемония прошла довольно скромно: в зал Верховной Рады он зашел через боковую дверь, без первой леди и без особых почестей во время присяги. Гимн исполнял военный оркестр без слов. Вступление в должность Кучма отпраздновал в тот же день приемом в Мариинском дворце.

## Первый срок (1994—1999)

### Разделение Черноморского флота
15 апреля 1994 года между Украиной и Россией было заключено Соглашение о поэтапном урегулировании проблем Черноморского флота, согласно которому флот Украины и России должен был базироваться раздельно. 28 мая 1997 года подписано Соглашение между Украиной и Российской Федерацией о статусе и условиях пребывания ЧФ РФ на территории Украины, которое окончательно разделило корабли флота, прописало территории, предоставляемые ЧФ РФ в аренду на 20 лет. В ходе противостояния за черноморский флот Россия забрала себе 80 % кораблей, многие из которых были просто вывезены из Черного моря на другие флоты России.

### Принятие Конституции Украины
2 апреля 1996 года Верховная Рада Украины вынесла вопрос о проекте Конституции Украины в повестку дня пленарных заседаний, а 17 апреля началось его рассмотрение.
4 апреля 1996 года. 10 депутатских фракций (без социалистов и коммунистов) создали межфракционную депутатскую группу по разработке Конституции под руководством заместителя председателя Народного Руха Украины А. В. Лавриновича. С 5 мая 1996 года — создана на её основе Временная специальная комиссия по доработке проекта Конституции Украины, в которой председатель, по требованию коммунистов и социалистов, был заменен с А. Лавриновича народным депутатом Украины М. Д. Сиротой.
28 мая — 4 июня 1996 года состоялось первое чтение проекта, а через две недели и второе чтение. Доработанный Временной специальной комиссией проект Основного Закона принят Верховной Радой в первом чтении 4 июня (258 голосов — «за»). При подготовке ко второму чтению к проекту Конституции Украины Временная специальная комиссия учла около 6 тыс. поправок к указанному акту.
Ситуация обострилась 26 июня 1996 года, когда Совет национальной безопасности Украины и Совет регионов при Президенте Украины выступили с резким осуждением любых дальнейших проволочек с принятием новой Конституции Украины, поскольку такие промедления обостряют социально-экономическую ситуацию в государстве. В тот же день Президент Украины издал указ о проведении всеукраинского референдума 25 сентября 1996 о принятии новой Конституции Украины, в основу которой был положен вариант проекта Основного Закона в редакции рабочей группы от 11 марта 1996.
28 июня 1996 в 9 ч 18 мин после 24 часов непрерывной работы Верховная Рада Украины приняла и ввела в действие Конституцию Украины («за» проголосовали 315 народных депутатов).

### Договор о дружбе с Россией
Договор был подписан в Киеве 31 мая 1997 года Президентом Украины Леонидом Кучмой и Президентом Российской Федерации Борисом Ельциным. В соглашении закрепляются принцип стратегического партнерства, признание незыблемости существующих границ, уважения территориальной целостности и взаимные обязательства не использовать свою территорию в ущерб безопасности друг друга.

### Экономические реформы

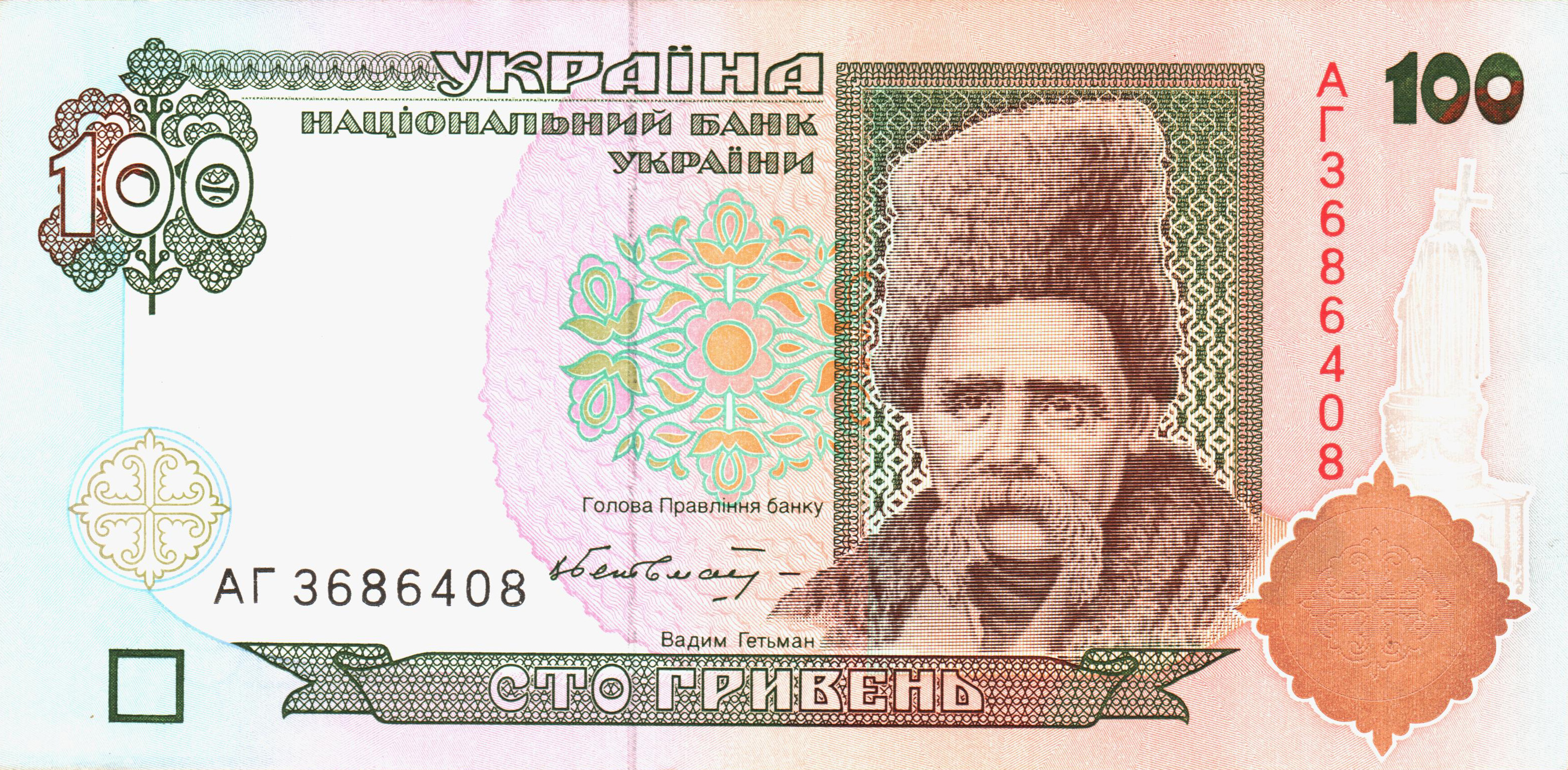
100 гривен 1995 года

#### Введение гривны
Благодаря налаживанию сотрудничества с западными финансовыми учреждениями и стабилизации ситуации в экономике страны — показатели инфляции по четырёхзначным показателям уменьшились до двузначных — в сентябре 1996 года была проведена денежная реформа.
25 августа 1996 года в средствах массовой информации был объявлен Указ Президента Украины Леонида Кучмы «О денежной реформе в Украине». Согласно Указу Президента Украины денежная реформа проводилась с 2 по 16 сентября 1996 года.

## Выборы президента 1999

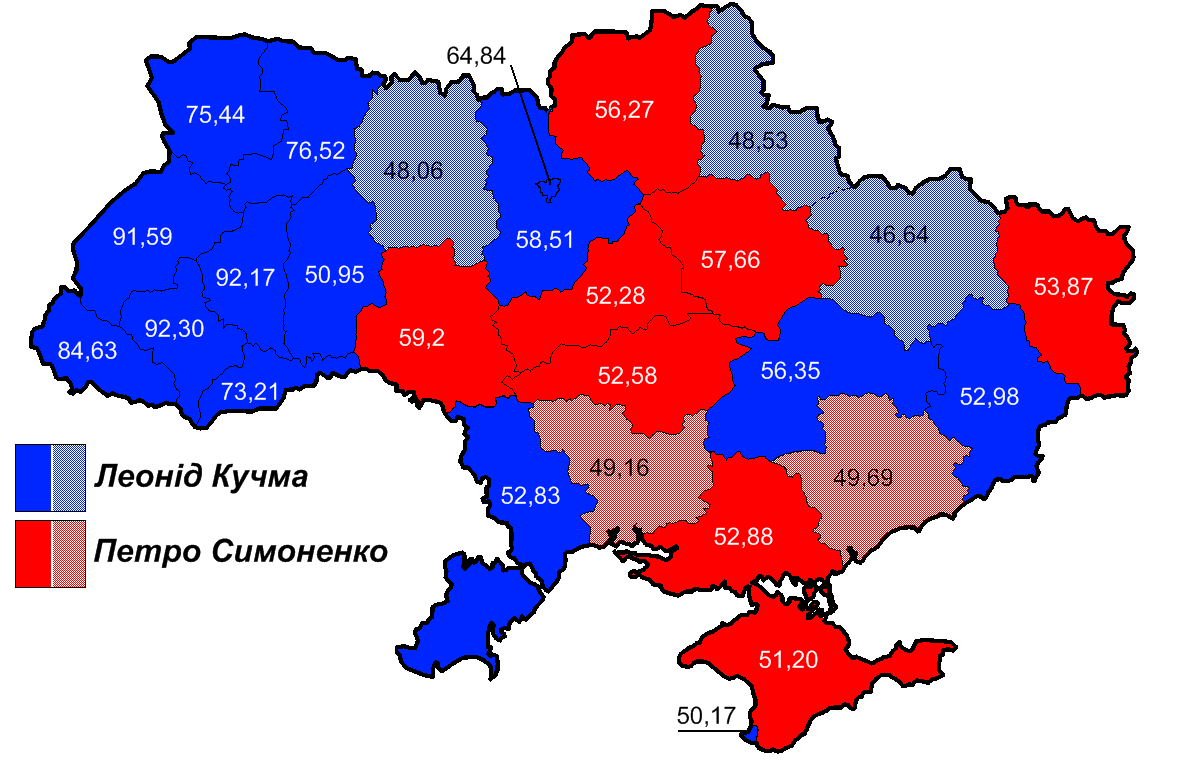
Результаты выборов (1999)

### Выборы

#### Предвыборная кампания
В марте 1999 года в автомобильной катастрофе погиб лидер Народного движения Украины Вячеслав Черновол, которого тоже рассматривали в качестве предполагаемого кандидата в президенты.
В результате на президентские выборы 1999 года выдвинулся ряд оппозиционных кандидатов, которые, по сути, отбирали голоса друг у друга, а во второй тур вышли действующий тогда президент Леонид Кучма и лидер Коммунистической партии Пётр Симоненко.
Эксперты указывали, что во втором туре выборов был разыгран сценарий, сработавший на российский выборах за три года до этого: прозападный действующий президент против коммунистического кандидата. Благодаря применению этих технологий, Леониду Кучме удалось стать президентом второй раз за счет избирателей тех регионов, которые голосовали против него на выборах пятилетней давности.

#### Результаты выборов
14 ноября 1999 года Леонид Кучма второй раз был избран на должность Президента Украины. Хотя перед первым сроком Кучма позиционировал себя как пророссийский кандидат, на президентских выборах 1999 года Кучма победил как прозападный президент.
В первом туре выборов уверенную победу одержал Леонид Кучма, но ему не удалось набрать 50 % голосов избирателей. На 14 ноября был назначен 2-й тур выборов. Интерес ко второму туру президентских выборов не снизился, а даже возрос. Президентом Украины во второй раз был избран Леонид Кучма. За него проголосовало 56 % избирателей, а за Петра Симоненко около 38 %. С большим отрывом действующий Президент победил в западных областях — в Закарпатье, Ивано-Франковской, Львовской, Тернопольской, Волынской, Ровненской и на Буковине. Здесь за него отдали свой голос от 92 % до 73 % избирателей. С заметным преимуществом он победил Петра Симоненко также в Днепропетровской, Киевской, Хмельницкой, Одесской областях, городах Киеве и Севастополе, Донецкой области.

### Инаугурация
Вторая инаугурация Кучмы состоялась 30 ноября 1999 года и отличалась помпезностью. Мероприятие впервые проходит не в помещении парламента (из-за сложных отношений Кучмы с депутатами), а во Дворце «Украина» в присутствии более десяти иностранных делегаций. На этой инаугурации глава государства впервые получил нагрудный знак, булаву и печать президента Украины.

## Второй срок (1999—2004)

### Убийство Георгия Гонгадзе
Вечером 16 сентября 2000 года журналист и основатель интернет-издания «Украинская правда» Георгий Гонгадзе скрылся после того, как покинул квартиру Алёны Притулы, главного редактора этого же издания. Последний раз Притула видела его около 22:30, когда он направлялся домой к жене и детям. С тех пор Гонгадзе больше никто не видел. Его обезглавленное тело было найдено 2 ноября 2000 года в неглубокой яме примерно в 100 км от Киева.

### Протесты против Кучмы

#### Кассетный скандал
Осенью 2000 года был обвинен в исчезновении оппозиционного журналиста — Георгия Гонгадзе (так называемый «кассетный скандал»). Александр Мороз обнародовал аудиозапись, на которой якобы были записаны разговоры президента, главы администрации президента Владимира Литвина и министра внутренних дел Украины Юрия Кравченко, касающиеся исчезновения Гонгадзе. Это послужило началом акции «Украина без Кучмы», организованной оппозицией.

#### Украина без Кучмы
В 2000-2001 годах прошла кампания протестов в Украине, организованная политической оппозицией, направленная преимущественно на отставку Президента Леонида Кучмы.
Первый протест был проведен 15 декабря 2000 года, в нём принимали участие 24 политические партии и общественные организации, в том числе Соцпартия, партия «Собор», УРП, Реформы и порядок, УНА-УНСО, Украинский коммунистический союз молодёжи, Всеукраинская партия трудящихся и другие, как националистические, так и некоторые левые партии. Участники акции разбили палаточный городок в центре Киева с требованиями отставки президента страны и руководителей силовых ведомств, проведение независимой экспертизы по делу пропавшего журналиста Георгия Гонгадзе.
В 2001 году премьер-министр Виктор Ющенко присоединился к оппозиции.

### Выборы в Верховную Раду 2002 года
На парламентских выборах 2002 года Кучма поддержал блок «За единую Украину!», возглавляемый главой президентской администрации Владимиром Литвином и премьер-министром Анатолием Кинахом. С результатом 11,8 % пропрезидентский блок фактически потерпел поражение. Однако Кучме удалось сформировать лояльное ему большинство в Верховной Раде 4-го созыва за счет мажоритарных депутатов избранных, главным образом, на Донбассе.
После выборов в стране начались масштабные протестные акции «Восстань, Украина!», что снизило авторитет действующего Президента как среди граждан, так и за рубежом.

### Конфликт вокруг Тузлы
В сентябре 2003 года от российской станицы Тамань Темрюкского района Краснодарского края в направлении острова Тузла начинают насыпать плотину с целью соединения Тузлы с российским берегом. По мнению аналитиков, целью конфликта было оказание давления на Украину по делимитации границы в Керченском проливе и Азовском море.

В ноябре 2003 года премьер-министры России и Украины договорились о прекращении дальнейшего строительства дамбы. В июле 2005 года в результате очередных консультаций Украины и Российской Федерации 12—13 июля пресс-служба МИД Украины объявила, что Россия признала принадлежность Украине острова Коса, Тузла и «вод вокруг него». Однако в Департаменте информации и печати МИД РФ в ответ на такую информацию сказали: «правовой статус острова Тузла остается неопределённым».

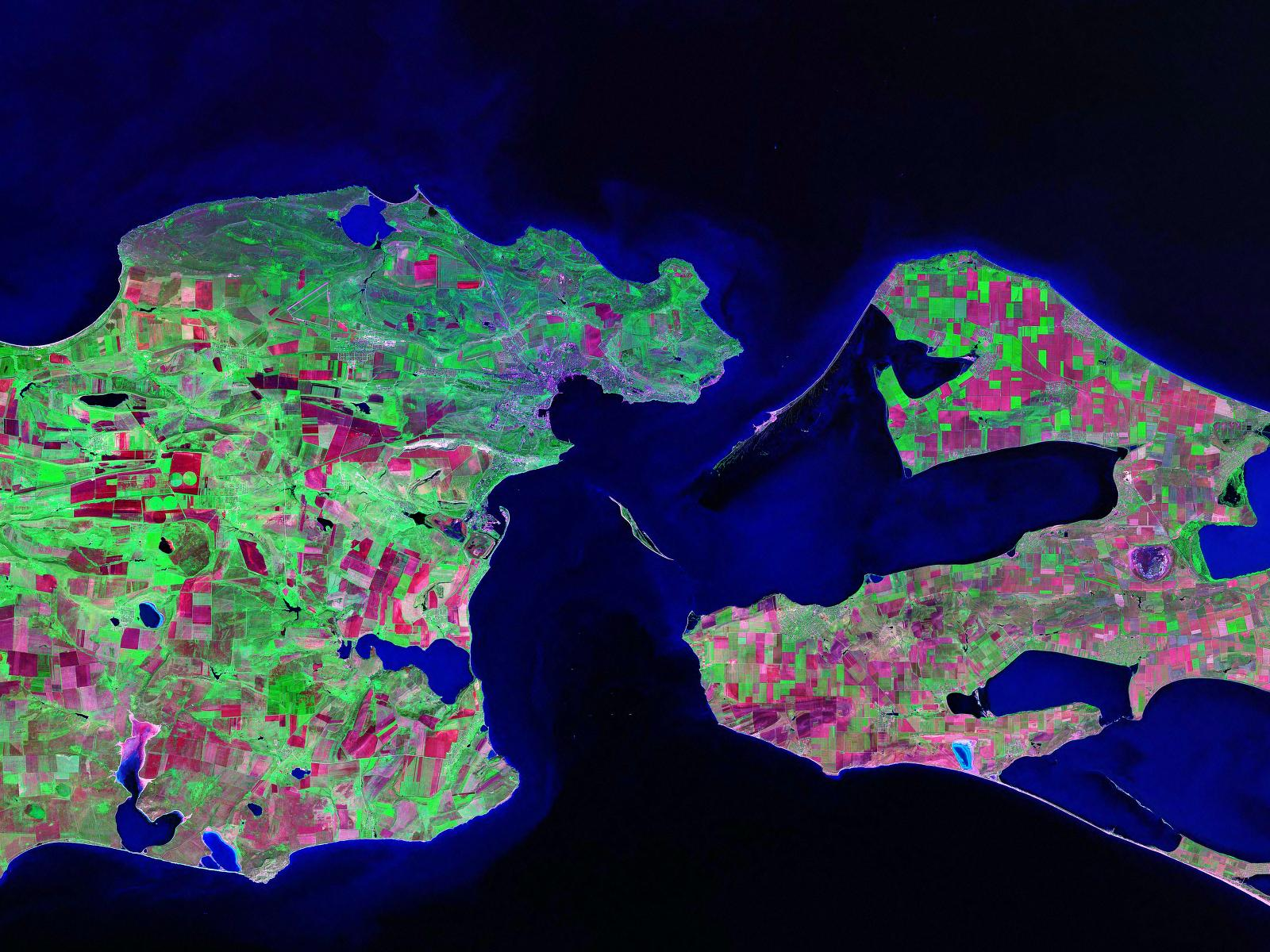
Керченский пролив до начала конфликта
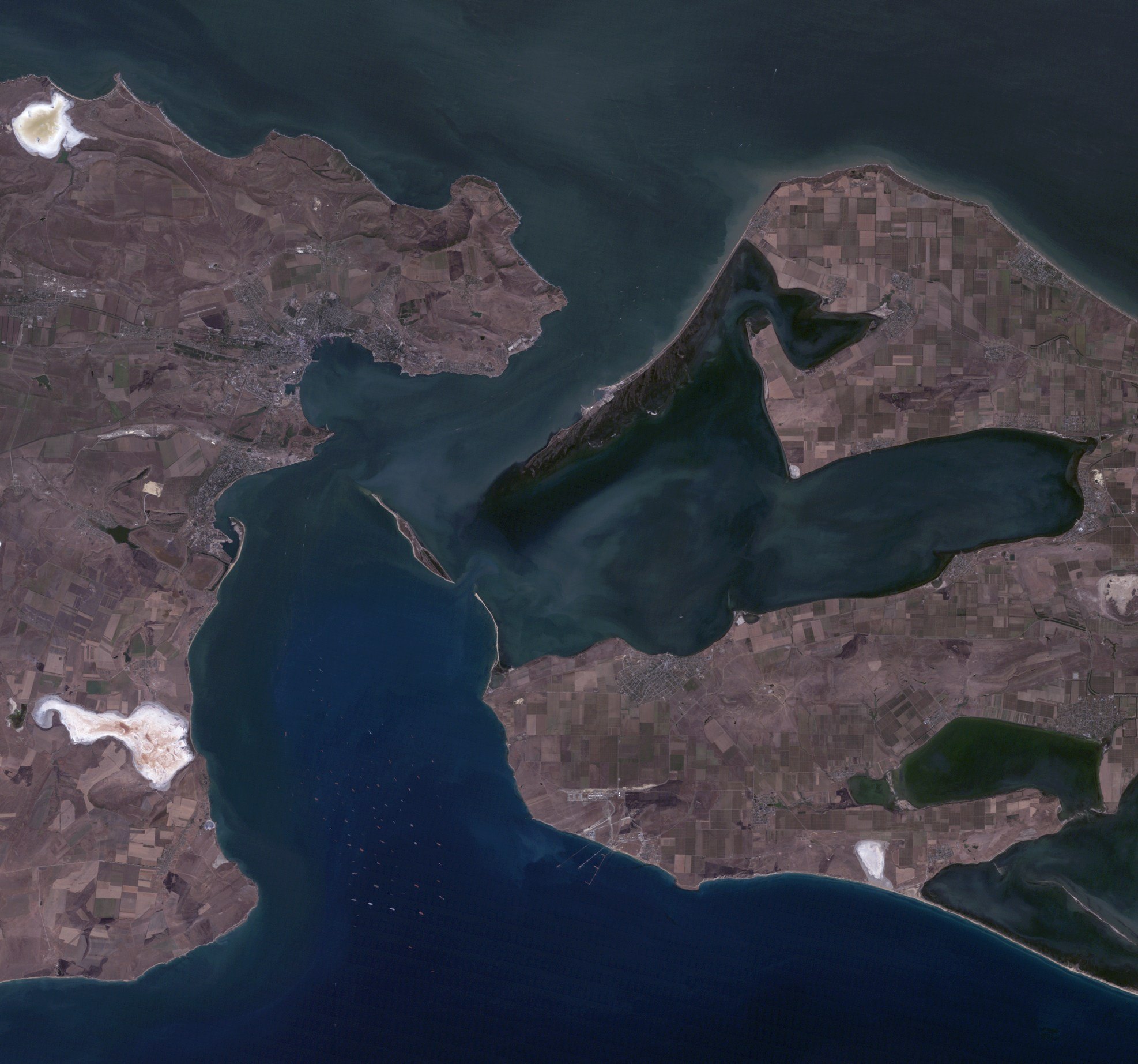
Керченский пролив после начала строительства дамбы